# Aellopos terpunctata
Aellopos terpunctata är en fjärilsart som beskrevs av Johann August Ephraim Goeze 1780. Aellopos terpunctata ingår i släktet Aellopos och familjen svärmare. Inga underarter finns listade i Catalogue of Life.